# Championnats du monde de cyclisme sur piste 1893
Navigation
Anvers 1894

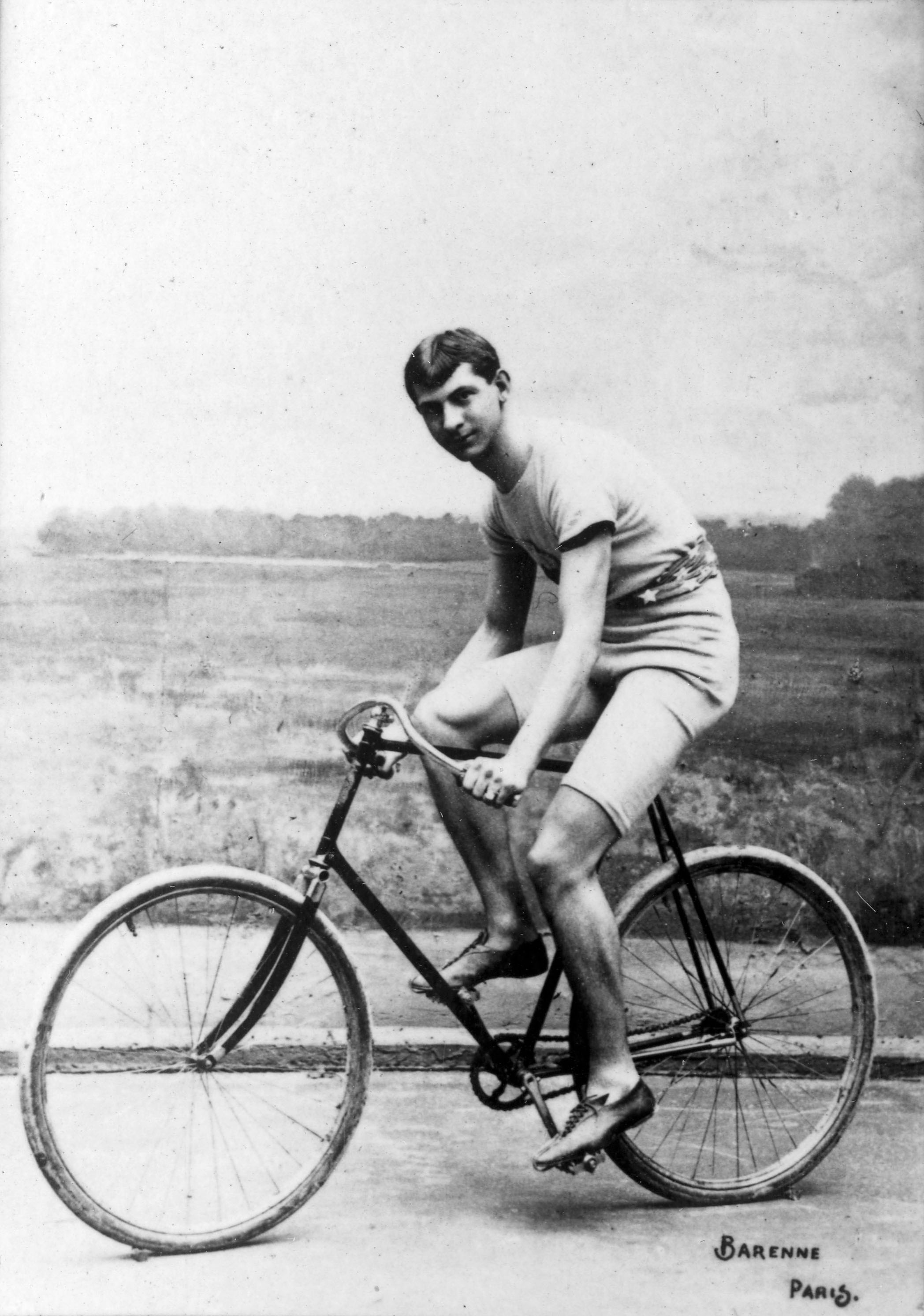
Arthur Zimmerman, premier champion du monde de vitesse

Les Championnats du monde de cyclisme sur piste 1893 sont les premiers Championnats du monde de cyclisme sur piste. Avant, il existait des événements décrits comme des championnats du monde, mais sans être reconnu par aucune autorité du cyclisme du monde. La création de l'International Cycling Association en 1892 a permis à ces championnats d'être reconnus internationalement. 
Les championnats ont eu lieu à Chicago, aux États-Unis, au milieu du mois d'août, à l'occasion de l'Exposition universelle de Chicago. Il y avait trois épreuves : la vitesse, le demi-fond et une course de 10 km, aujourd'hui connue  comme le scratch. Les courses ont été organisées pour les amateurs. 
Les États-Unis ont remporté deux des trois médailles d'or.

## Résultats
| Compétition | Or                                   | Argent                        | Bronze                        |
| ----------- | ------------------------------------ | ----------------------------- | ----------------------------- |
| Vitesse     | Arthur-Augustus Zimmerman États-Unis | John Johnson États-Unis       | John-Patrick Bliss États-Unis |
| Demi-fond   | Laurens Meintjes Afrique du Sud      | Emil Ulbricht États-Unis      |                               |
| 10 km       | Arthur-Augustus Zimmerman États-Unis | John-Patrick Bliss États-Unis | John Johnson États-Unis       |

## Tableau des médailles
| Rang  | Nation         | Or | Argent | Bronze | Total |
| ----- | -------------- | -- | ------ | ------ | ----- |
| 1     | États-Unis     | 2  | 3      | 2      | 7     |
| 2     | Afrique du Sud | 1  | 0      | 0      | 1     |
| Total | Total          | 3  | 3      | 2      | 8     |